# Comuna Moșana, Dondușeni
Comuna Moșana este o comună din raionul Dondușeni, Republica Moldova. Este formată din satele Moșana (sat-reședință) și Octeabriscoe.

## Demografie
Conform datelor recensământului din 2014, comuna are o populație de 1.667 de locuitori. La recensământul din 2004 erau 1.796 de locuitori.

## Administrație și politică
Componența Consiliului local Moșana (9 consilieri), ales la 5 noiembrie 2023, este următoarea:
|  | Partid                                       | Consilieri | Componență | Componență | Componență | Componență | Componență | Componență | Componență | Componență |
|  | -------------------------------------------- | ---------- | ---------- | ---------- | ---------- | ---------- | ---------- | ---------- | ---------- | ---------- |
|  | Partidul Socialiștilor din Republica Moldova | 8          |            |            |            |            |            |            |            |            |
|  | Partidul Acțiune și Solidaritate             | 1          |            |            |            |            |            |            |            |            |